# ال گرین
ال گرین (به انگلیسی: Al Green) (زاده ۱۳ اوریل ۱۹۴۶) خواننده سبک سول و گاسپل اهل آمریکا است.
اوج محبوبیت گرین در طول دهه ۷۰ به خاطر ترانه‌های برتر سبک سول آن زمان شامل آهنگ‌هایی نظیر بیا باهم بمانیم (Let's Stay Together)، Tired Of Being Alone، Love and Happiness و I'm Still In Love With You است. او طبق نظر سنجی ۱۰۰ خواننده برتر مجله رولینگ استون رتبه ۶۶ را کسب کرده‌است و همچنین به تالار مشاهیر راک اند رول در سال ۱۹۹۵ راه یافته‌است. تا به حال بیش از ۲۰ میلیون نسخه از آثار گرین به فروش رفته است.

## آلبوم‌شناسی
(Back Up Train (۱۹۶۷
(Green Is Blues (۱۹۶۹
(Al Green Gets Next to You (۱۹۷۱
(Let's Stay Together (۱۹۷۲
(I'm Still in Love with You (۱۹۷۲
(Call Me (۱۹۷۳
(Livin' for You (۱۹۷۳
(Al Green Explores Your Mind (۱۹۷۴
(Al Green Is Love (۱۹۷۵
(Full of Fire (۱۹۷۶)
(Have a Good Time (۱۹۷۶
(The Belle Album (۱۹۷۷
(Truth n' Time (۱۹۷۸
(The Lord Will Make a Way (۱۹۸۰
(Higher Plane (۱۹۸۲
(Precious Lord (۱۹۸۲
(I'll Rise Again (۱۹۸۳
(The Christmas Album (۱۹۸۳
(Trust in God (۱۹۸۴
(He is the Light (۱۹۸۵
(I Get Joy (۱۹۸۹
(From My Soul (۱۹۹۰
(Love Is Reality (۱۹۹۲
(Don't Look Back (۱۹۹۳
(Your Heart's in Good Hands (۱۹۹۵
(I Can't Stop (۲۰۰۳
(Everything's OK (۲۰۰۵
(Lay It Down (۲۰۰۸